# 長崎市立西浦上小学校
長崎市立西浦上小学校（ながさきしりつ にしうらかみしょうがっこう、Nagasaki City Nishiurakami Elementary School）は、長崎県長崎市大手一丁目にある公立小学校。

## 概要
歴史
1873年（明治6年）に開校した「西小学校」と「平宗小学校」を前身とし、統合の上、数回の改称を経て、1947年（昭和22年）の学制改革で現校名となった。2013年（平成25年）に創立140周年を迎えた。
学校教育目標
「夢と知恵　明るく元気　思いやりの心」
校章
桜の花を背景に、「西」の文字を配している。
校歌
3番まであり、校名の「西浦上」は各番に登場する。
校区
大手1丁目、大手2丁目（1番19号、1番21号～37号、1番40号～51号、1番56号、2番、3番、9番～16番、17番2号～48号、18番～31番を除く）、大手3丁目、花丘町、文教町（1番、2番、3番3号を除く）、千歳町（1番25号、6番1号、6番46号～52号を除く）、若葉町（1番～3番を除く）、中園町（1番～8番）、住吉町、住吉台町、昭和1丁目、昭和2丁目、昭和3丁目（500番地～540番地を除く）、泉町、泉1丁目、泉2丁目、泉3丁目、女の都1丁目（1338番地～1469番地）、川平町（1番地～537番地、540番地～720番地を除く）、けやき台町
2020年（令和2年）4月より長崎市立川平小学校を統合したため、川平小学校の校区も加わった。

## 沿革

### 年表

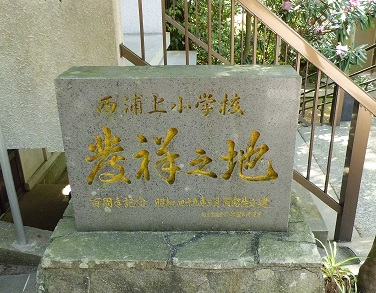
西浦上小学校発祥の地
（滑石大神宮内）

- 1873年（明治6年）4月9日 - 学制発布に伴い、西浦上村内に小学校2校が創設される。
  - 「平宗小学校」- 滑石郷の滑石大神宮を仮教場として、西浦上村の大野一郎によって創設。滑石郷・平宗郷・岩屋郷の児童を収容。
  - 「西小学校」- 西郷（現 西町）
- 1875年（明治8年）9月 - 平宗郷宇久根平85番イ号の畑地に校舎を新築し移転。滑石大神宮にあった仮教場を廃止。
- 1877年（明治10年） - 川平郷に「川平小学校」が設置される。
- 1879年（明治12年）- 平宗小学校の創始者である大野一郎が死去。矢上村の現川小学校[1]より坂本倉治が転任して運営にあたる。
- 1886年（明治19年）5月 - 小学校令の施行により、西小学校と平宗小学校の2校が統合され、「簡易岩屋小学校」に改称。
  - 校地は西北町熊ヶ倉（現在の六地蔵付近）にあった。
- 明治20年代 - 「岩屋尋常小学校」に改称。
- 1907年（明治40年）4月 - 「西浦上尋常高等小学校」と改称。
  - 岩屋尋常小学校の校舎が老朽化のため、東北郷字宮本（現・住吉神社近く）に校舎を新築・移転したことに合わせて改称した。
- 実施年不明 - 家野郷（現:文教町、長崎市立西浦上中学校の場所）に移転。
- 1912年（大正元年）10月 - 西浦上実業補習学校を併設。
- 1929年（昭和4年）4月 - 滑石郷（現・滑石平宗公園の敷地）に滑石分教場を設置[2]。
- 1935年（昭和10年）4月 - 川平尋常高等小学校を統合し川平分教場とする。青年学校令により、併設の西浦上実業補習学校が西浦上青年学校に改称。
- 1937年（昭和12年）4月1日 - 長崎県師範学校（現 長崎大学教育学部）の西浦上移転に伴い、代用付属小学校となる。
- 1938年（昭和13年）4月1日 - 西浦上村が長崎市に編入。
- 1941年（昭和16年）4月1日 - 国民学校令により、「西浦上国民学校」と改称。
- 1944年（昭和19年）3月31日 - 西浦上青年学校が山里青年学校[3]と統合し、北青年学校と改称（西浦上国民学校に併設。[4]）。
- 1945年（昭和20年）
  - この年 - 空襲の増加により、本校に加えて滑石大神宮や滑石分教場、川平分教場などで分散授業を実施。
  - 8月9日 - 11時02分、長崎市への原子爆弾投下により、校舎が全壊。職員4名と児童167名の計171名が死亡した。
  - 8月下旬 - 隣接の長崎師範学校に仮校舎を設置。
  - 9月10日 - 仮校舎にて授業を再開。
  - 12月 - 原爆により亡くなった職員・児童の3校合同[5]慰霊祭を西浦上国民学校の校庭で挙行。
- 1947年（昭和22年）4月1日 - 学制改革（六・三制の実施）が行われる。
  - 国民学校の初等科が改組され、「長崎市立西浦上小学校」（現校名）となる。分教場を分校とする。
  - 国民学校の高等科および北青年学校が改組され、長崎市立西浦上中学校（新制中学校）となる。
- 1948年（昭和23年）5月24日 - 現在地に移転。
- 1951年（昭和26年）4月1日 - 滑石分校が分離・独立し、長崎市立滑石小学校（北緯32度48分34.9秒 東経129度50分34.1秒 / 北緯32.809694度 東経129.842806度）となる。
- 1955年（昭和30年）
  - 4月1日 - 川平分校が分離・独立し、長崎市立川平小学校（北緯32度48分23.5秒 東経129度53分35.9秒 / 北緯32.806528度 東経129.893306度）となる。
  - 8月 - まなびや橋（学舎橋）が完成。
- 1962年（昭和37年）3月20日 - 新校歌が制定。
- 1969年（昭和44年）4月22日 - 体育館が完成。
- 1974年（昭和49年）3月19日 - 創立100周年を記念して、寄贈で池が造成される。
- 1975年（昭和50年）7月 - プールが完成。
- 1982年（昭和57年）
  - 7月23日 - 長崎大水害により、校舎のすぐそばを流れる浦上川が氾濫し、1階校舎・運動場に大量の砂が流入。
  - 7月28日 - 被災した校舎、運動場などの土砂排除の復旧作業を実施。
  - 8月11日 - 長崎市内各学校職員、現業員、高校生によってボランティア救援活動が実施される。
- 1994年（平成6年）2月5日 - 創立120周年記念植樹を実施。
- 2004年（平成16年）2月22日 - 創立130周年記念式典を挙行。
- 2020年（令和2年）3月31日 - 長崎市立川平小学校を統合[6]。
- 2025年（令和7年）4月7日 新校舎 開校

### 原子爆弾の被害
- 西浦上国民学校（北緯32度47分21.7秒 東経129度52分0.8秒 / 北緯32.789361度 東経129.866889度）は、爆心地（北緯32度46分24.8秒 東経129度51分47.1秒 / 北緯32.773556度 東経129.863083度）から北に1.4kmのところにあり、そばには長崎師範学校が建ち、そことは渡り廊下で結ばれていた。コの字型の木造2階建の校舎は全体が浮き上がり押しつぶされた状態で倒壊。しかし在校職員と原爆直後川平分校からかけつけた職員の防火活動で、師範学校からの延焼はまぬがれた。当日の在校職員は13人で、4人が犠牲となった。児童は本校在籍数1078名中約170名が亡くなった。この日は授業日になっていたが、登校時に警報発令のため途中から引き返し、その大半が学校外で死亡したと推定されている。[7][8]

## 学校行事
- 運動会は5月に行われている。

## その他

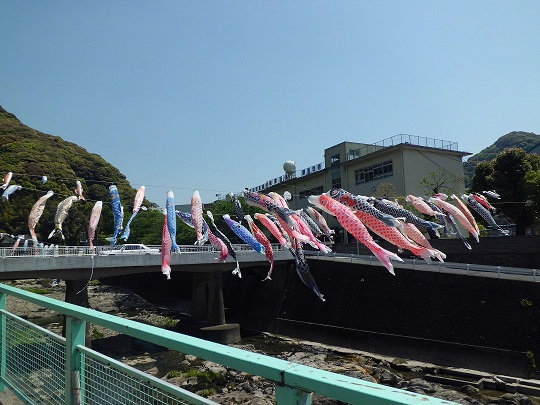

- 西浦上小学校前の浦上川には、1989年（平成元年）から地域住民、学校関係者の手によって鯉のぼりが約100匹設置され、4月初めから約1か月間地域の風物詩となっている。[9]

## アクセス
最寄りの鉄道駅
- JR九州「西浦上駅」
- 長崎電気軌道「昭和町通り電停」

最寄りのバス停
- 長崎バス・県営バス 「大井出」、「昭和町」

最寄りの国道・県道
- 長崎県道113号長与大橋町線

## 周辺
- 長崎市立西浦上中学校
- 純心中学校・純心女子高等学校
- 長崎大学本部（文教キャンパス）
- 浦上警察署
- 長崎市消防局北消防署
- 浦上川
- 浦上トンネル（長崎バイパス、川平インターチェンジと接続）
- 西浦上トンネル

## 関連事項
- 長崎県小学校一覧